# Festuca aschersoniana
Festuca aschersoniana är en gräsart som beskrevs av Dorfl. Festuca aschersoniana ingår i släktet svinglar, och familjen gräs. Inga underarter finns listade i Catalogue of Life.